# Болин (нож)
Болин (англ. Boline), он же обрядовый серп, серп друидов — ритуальный нож, предназначенный для срезания трав и вырезания магических символов. В современной европейской магии викка нож болин считается противоположным ножу атам и олицетворяет светлые силы. Нож имеет серпообразный клинок и обязательно светлую, деревянную или костяную рукоять.